# Saloon
Der Begriff Saloon etablierte sich um 1800 im Westen Amerikas und bezeichnet leicht selbstironisch eine Kneipe oder ein Motel. Er leitet sich vom französischen Wort "Salon" ab, das seit dem 18. Jahrhundert auch im Deutschen verwendet wurde und das repräsentative Wohnzimmer des Großbürgertums und Adels bezeichnete. Ein Saloon entspricht größtenteils den Klischees aus Western-Filmen und Wildwestromanen.

## Das Lokal

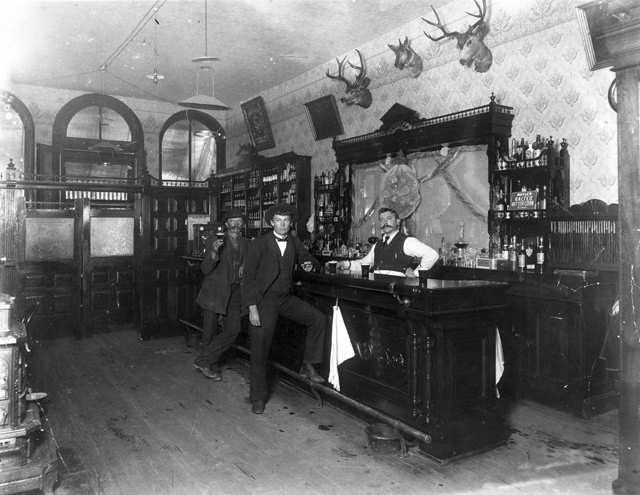
Saloonszene, um 1897

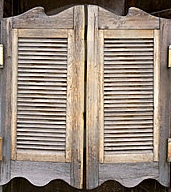
Eine Schwing- oder Flügeltür, wie sie in vielen Westernfilmen gezeigt wird

Grundsätzlich gab es viele unterschiedliche Erscheinungsformen des Saloons. Die einfachste Bauform war der Zeltsaloon. Diese Form fand man vor allem zu Zeiten des Goldrausches vor, wenn es darum ging, so ein Etablissement über Nacht aus dem Boden zu stampfen. Einige waren nur ein riesiges Zelt, vergleichbar mit einem heutigen Bierzelt, andere wiederum hatten eine Häuserfront aus Holz und dahinter das Zelt.
Konnten sich Saloons in einer Stadt etablieren, wurden meist große Holzhäuser für sie errichtet, wie es zur damaligen Zeit üblich war. Zur Gebäudeausstattung eines Saloons gehörten meist ein Anbindepfahl/-balken oder -stall für Pferde. Ausnahmen waren Anbauten, Veranden, Wassertränken etc. Vor allem im späteren 19. Jahrhundert wurden in großen bzw. reichen Städten Saloons auch aus Ziegeln gebaut.
Die Innenausstattung eines Saloons konnte stark variieren. Je nach Lage reichte die Variationen von schlichten, zweckdienlichen Lokalen bis hin zu prunkvoll ausgestatteten Häusern, mit einem oberen Stockwerk samt dazugehöriger Galerie. Oft gab es auch Tanzbühnen mit kleinen „Revues“ sowie ein Piano oder andere Instrumente. Die vornehmeren Häuser waren oft im damals sehr beliebten europäischen Stil eingerichtet. Dazu zählten schwere Seidentapeten an der Wand, kunstvoll verziertes Mobiliar, Bierhähne aus poliertem Messing etc. Neben den regulären Holztüren gab es in wärmeren Regionen die berühmten Saloontüren, zwei halbhohe, frei schwingende Flügeltüren an den Seiten des Türdurchgangs. Ein zentraler Punkt war die Theke des Saloons, die meist sehr groß und mächtig den Raum dominierte. Oft gab es hinter der Theke einen großen Spiegel der mit einem Rahmen umfasst war. Die Beleuchtung der Lokale reichte von einfachen Kerzen über Petroleumlampen bis hin zum Gaslicht.

## Der Stellenwert
Der Saloon war eine reine Männerdomäne und galt als Ort des Lasters. Daher gingen die Frauen, die man in einem Saloon antraf, meist der gewerbsmäßigen Prostitution nach. Einige Saloons offerierten ihren Kunden dafür sogar eigene Zimmer, die man mieten konnte. Auch war der Saloon ein zentraler Punkt des Glücksspiels. Fast jeder Saloon, der etwas auf sich hielt, hatte zumindest einen Spieltisch, meist eine Faro-Bank. In den besseren Häusern gab es auch Würfel- und Roulettetische.
Das Publikum war ansonsten sehr durchmischt, je nach Ruf oder Lage eines Saloons waren von gutbürgerlichen Herren über Soldaten bis hin zu Cowboys, die ihren Lohn durchbrachten, alle sozialen Schichten vertreten.
Dennoch war der Saloon der gesellschaftliche Mittelpunkt einer damaligen durchschnittlichen Stadt. Er war meist der erste Anlaufpunkt von Personen, die neu in der Stadt waren, um einen Überblick über das Geschehen zu bekommen. Wer Informationen benötigte oder den neuesten Tratsch hören wollte, war in einem Saloon richtig aufgehoben.

## Variationen/Abarten
Der Saloon war grundsätzlich ein reines Trinklokal, vergleichbar mit einer heutigen Bar. Nur selten wurden Speisen angeboten. Oft gab es aber ein angeschlossenes Restaurant, welches einen direkten Zugang zum Saloon hatte. In sehr kleinen Städten bzw. Ortschaften, die oft nur aus wenigen Häusern bestanden, gab es Saloons, die gleichzeitig Warenhaus, Restaurant und Postamt waren. Noch seltener waren Saloons in abgeschiedenen Gegenden, die einer Postkutschen- oder Handelsstation sehr nahe kamen. Manchmal hatten diese Abarten sogar noch ein Badehaus angeschlossen.
Je weiter man nach Süden kam, etwa nach Texas oder New Mexico, desto mehr passten sich die Saloons dem mexikanischen Stil an und wurden oft als Cantinas bezeichnet.
Eine weitere Variation des Saloons ist der Honky-Tonk, die afro-amerikanische Version eines Saloons, in dem sich die Musikrichtungen des Ragtimes entwickelt haben.

## Saloons heute

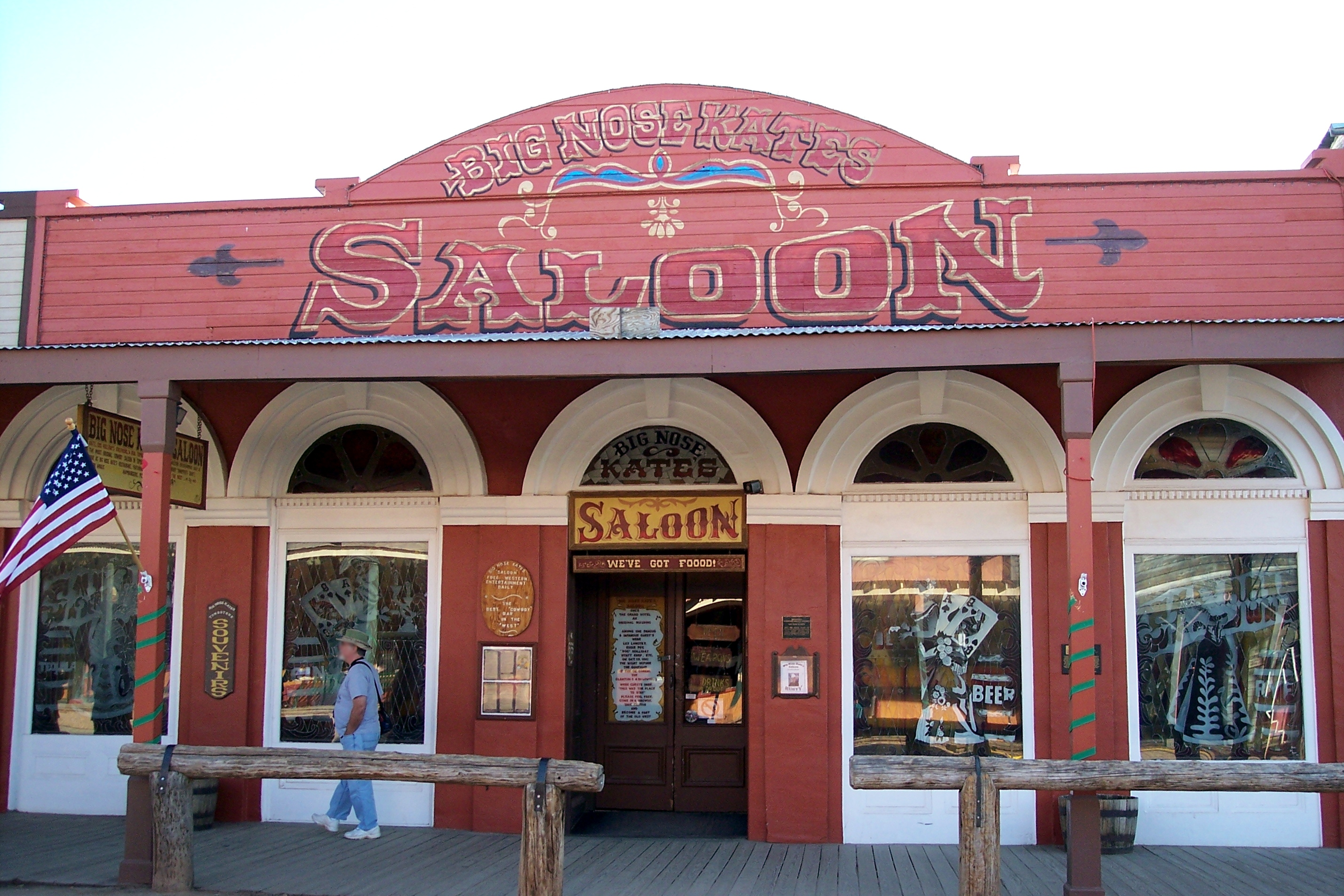
Big Nose Kate’s Saloon in Tombstone, Arizona

Grundsätzlich waren alle Saloons Orte, die für ihr Angebot an Alkohol bekannt waren. Daher war es nicht verwunderlich, dass viele Saloons mit Beginn der Prohibition geschlossen wurden. Viele der Saloons wurden zu Cafés und Casinos umgebaut.
Im Süden der USA und Mexiko kann man immer noch vereinzelt klassische Saloons finden. Einer der berühmtesten Saloons ist der No. 10 in Deadwood, South Dakota. In diesem Saloon wurde einst der Revolverheld James Butler Hickok, alias Wild Bill, ermordet.

## Berühmte Namen
Bekannte Persönlichkeiten, die mit Saloons zu tun hatten, sind zum Beispiel:
- Al Swearengen, Mitbegründer der Stadt Deadwood
- Scott Joplin, berühmter Pianist, gilt als Mitbegründer des Ragtime
- Wyatt Earp, Marshall und Saloonbesitzer, z. B. des Oriental in Tombstone, Arizona